# Jalacingo
Jalacingo es una localidad del estado mexicano de Veracruz. Es cabecera del municipio de Jalacingo.

## Demografía
| Censo | Población |
| ----- | --------- |
| 1900  | 2 744     |
| 1910  | 2 913     |
| 1921  | 2 670     |
| 1930  | 2 611     |
| 1940  | 2 357     |
| 1950  | 2 680     |
| 1960  | 2 831     |
| 1970  | 3 427     |
| 1980  | 4 925     |
| 1990  | 6 240     |
| 1995  | 7 884     |
| 2000  | 9 999     |
| 2005  | 11 789    |
| 2010  | 13 310    |
| 2020  | 15 807    |